# Miguel Ballícora
Miguel Domingo Ballícora (Buenos Aires, ... – Olivos, 20 giugno 2021) è stato un cestista, allenatore di pallacanestro e dirigente sportivo argentino.

## Carriera
Con l'Argentina ha disputato due edizioni dei Campionati sudamericani (1963, 1966), vincendo la medaglia d'oro nel 1966.